# Torsås landsfiskalsdistrikt
Torsås landsfiskalsdistrikt var 1919–1964 ett landsfiskalsdistrikt i Kalmar län, bildat den 1 februari 1919, ett år och en månad efter Sveriges indelning i landsfiskalsdistrikt trädde i kraft den 1 januari 1918, enligt beslut den 7 september 1917. Anledningen till att detta landsfiskalsdistrikt inte bildades den 1 januari 1918 fanns i beslut från den 17 januari 1919. Den 1 januari 1965 avskaffades i Sverige samtliga landsfiskaler och landsfiskalsdistrikt, och deras arbetsuppgifter delades upp på de nyskapade indelningarna polisdistrikt, åklagardistrikt och kronofogdedistrikt.
Landsfiskalsdistriktet låg under länsstyrelsen i Kalmar län.

## Ingående områden
När Sveriges nya indelning i landsfiskalsdistrikt trädde i kraft den 1 oktober 1941 (enligt kungörelsen den 28 juni 1941) tillfördes kommunerna Halltorp och Voxtorp från det upplösta Karlslunda landsfiskalsdistrikt. När Sveriges nya indelning i landsfiskalsdistrikt trädde i kraft den 1 januari 1952 (enligt kungörelsen 1 juni 1951) ändrades distriktets omfattning.

### Från 1919
Södra Möre härad:
- Söderåkra landskommun
- Torsås landskommun

### Från 1 oktober 1941
Södra Möre härad:
- Halltorps landskommun
- Söderåkra landskommun
- Torsås landskommun
- Voxtorps landskommun

### Från 1 januari 1952
- Söderåkra landskommun
- Torsås landskommun